# Rodica Sădeanu
Rodica Sădeanu (Bucarest, 1924 – ...) è stata una pallavolista e cestista rumena.

## Carriera

### Pallacanestro
Con la Romania ha disputato i Campionati europei del 1950.